# Noveno Doctor
El Noveno Doctor es la novena encarnación del protagonista de la serie británica de ciencia ficción de la BBC Doctor Who. Es interpretado por Christopher Eccleston durante la primera temporada de la nueva serie en 2005. El Doctor es un alienígena de la raza de los Señores del Tiempo que viaja a través del espacio y el tiempo. Cuando el Doctor es herido mortalmente, puede regenerar su cuerpo, pero al hacerlo toma una nueva apariencia física, y con ella una personalidad nueva. Aunque la historia reciente del personaje queda ambigua en el episodio inicial, poco a poco según avanza la temporada se va revelando la historia personal del Noveno Doctor.
El enfoque del equipo de producción hacia el personaje y la interpretación de Eccleston fueron intencionadamente diferentes de sus predecesores, declarando Eccleston que su personaje sería menos excéntrico. Para amoldarse al público del siglo XXI, al Doctor se le dio un primer acompañante diseñado para ser tan independiente y valiente como él, en la forma de Rose Tyler. También viaja brevemente con Adam Mitchell, un joven genio autosuficiente que acaba traicionando su confianza, y Jack Harkness, un estafador reformado. El Doctor, Rose y Jack forman un equipo muy cercano, pero se separan al final de la serie cuando cada personaje debe afrontar una decisión difícil y el sacrificio.
El personaje ha sido generalmente bien recibido por el público. En 2006, los lectores de Doctor Who Magazine le votaron como el tercer Doctor más popular. La crítica, tanto de la prensa principal como la de ciencia ficción, generalmente acreditan al personaje y a Eccleston como los que lograron reafirmar la serie tras su descanso entre 1989 y 2005. Las interacciones del personaje con sus archienemigos, los Daleks, fueron especialmente alabadas. Sin embargo, algunos críticos sintieron que Eccleston no estaba hecho para el personaje ya que parecía incómodo con un papel de género. Eccleston ganó varios premios por su única temporada, incluido el premio de los National Television Awards al mejor actor.

## Apariciones

### Televisión
El Noveno Doctor aparece por primera vez en el episodio Rose donde rescata a la dependienta de 19 años Rose Tyler (Billie Piper) de un ataque de autones en la tienda donde trabaja. Aunque se implica que el Doctor se ha regenerado recientemente, las investigaciones de Rose muestran que ha estado presente en varios momentos de la historia de la Tierra, como el hundimiento del RMS Titanic, la erupción del Krakatoa y el asesinato de John F. Kennedy. Después de que Rose ayude al Doctor a derrotar a la Conciencia Nestene, este la invita a viajar con él en la TARDIS. En su primer viaje, la lleva a ver la destrucción del planeta Tierra en el año cinco mil millones. Se revela que la especie del Doctor, los Señores del Tiempo, ha sido destruida y el Doctor es el último de su especie. Después de esto, visitan Cardiff en 1869, donde encuentran al autor Charles Dickens, del que el Doctor afirma que es un gran fan. Cuando se encuentran en peligro de muerte, el Doctor le dice a Rose que ha sido una alegría haberla conocido. Al llevar a Rose a casa, el Doctor accidentalmente la lleva 12 meses después de que se hayan marchado. Por sus acciones, la madre de Rose, Jackie Tyler (Camille Coduri) le trata como si fuera un acosador de internet, y el novio de Rose, Mickey Smith (Noel Clarke) ha sido sospechoso del asesinato de Rose. Después de que Mickey ayude al Doctor y Rose a derrotar a los Slitthen, el Doctor le ofrece a Mickey un lugar en la TARDIS con ellos, pero él lo rechaza. En el episodio Dalek, el Doctor se encuentra con un Dalek, a pesar de que creía a la raza extinta, ya que la "Guerra del Tiempo" entre los Señores del Tiempo y los Daleks concluyó con la aniquilación mutua de ambas razas. El Doctor entonces tortura al Dalek superviviente, y al final del episodio intenta matarlo a sangre fría. Se detiene cuando Rose le dice que no lo haga.
Adam Mitchell (Bruno Langley) se une al Doctor y Rose como compañero al final de Dalek. Sin embargo, cuando intenta llevar conocimientos del futuro del Satélite Cinco en el año 200.000 a su propio tiempo en The Long Game, el Doctor le expulsa de la TARDIS. El Doctor se enfada con Rose después de que al llevarla a ver la muerte de su padre Peter Tyler (Shaun Dingwall) le salva la vida, provocando una paradoja. Sin embargo, cuando Pete se mata para restaurar el tiempo, muestra compasión y la anima a quedarse al lado de su padre mientras expira. Tras conocer en 1941 al Capítan Jack Harkness (John Barrowman), un estafador y antiguo agente temporal del siglo LI, el Doctor descubre que ha causado una plaga nanotecnológica mortal que está convirtiendo a la raza humana en zombis con máscaras de gas. Para resolver la situación, Jack se prepara para autoinmolarse, pero el Doctor le rescata y le invita a bordo de la TARDIS. Cuando el Doctor encuentra al último miembro superviviente de la familia Slitheen (Annette Badland) en el Cardiff del presente, tiene dudas sobre si debería o no mandarla a su planeta para ser ejecutada. Durante este episodio, el Doctor se da cuenta por primera vez de que Rose y él han estado encontrándose continuamente con las palabras "Lobo malo". En el episodio Bad Wolf, el Doctor, Rose y Jack se encuentran a la merced de la Corporación Lobo Malo en el Satélite Cinco. Sin embargo, el verdadero enemigo se revela que son los Daleks. El Emperador Dalek también había sobrevivido a la Guerra del Tiempo y había reconstruido la raza Dalek. El Doctor manda a Rose de vuelta al siglo XXI para protegerla antes de intentar destruir al ejército Dalek. Cuando se da cuenta de que al hacerlo destruiría la mayor parte del planeta Tierra, no puede hacerlo, proclamando que prefería ser un cobarde antes que un asesino. Tras absorber la energía del Vórtice del Tiempo, Rose logra volver con el Doctor y destruir a los Daleks. Para salvar a Rose de ser destruida por el vórtice, el Doctor absorbe la energía nociva besándola. Sin embargo, el daño a sus células provocan su regeneración, y el Décimo Doctor (David Tennant) toma su lugar.

### Literatura
En el ensayo Flood Barriers' de la reimpresión de 2007 de Panini Books de las tiras cómicas del Octavo Doctor de Doctor Who Magazine, el editor del cómic Clayton Hickman reveló que Russell T Davies había autorizado al cómic a presentar la regeneración del Octavo Doctor en el Noveno al final de la historia The Flood. La regeneración habría tenido como testigo a la acompañante del Octavo Doctor Destrii, y Hickman escribe que la intención era continuar con Noveno Doctor: Año Uno la historia del Noveno Doctor y Destrii. Sin embargo, cuando esa historia fue vetada tanto por Russell T Davies como por la productora de la serie Julie Gardner, el equipo creativo vio imposible regenerar al Doctor sin la presencia de Destrii, y se tomó la decisión de no mostrar la regeneración en el cómico. La reimpresión de la colección incluye una viñeta especial mostrando como se habría visto al Noveno Doctor en el cómic después de su regeneración, llevando las ropas del Octavo Doctor y al lado de Destrii.
El Noveno Doctor aparece en las seis primera novelas de New Series Adventures de Doctor Who, que enlazan con la primera temporada televisiva. Las primeras tres novelas, The Clockwise Man, The Monsters Inside y Winner Takes All; se publicaron el 19 de mayo de 2005, y presentaban al Doctor y Rose en solitario. The Monsters Inside muestra al Doctor llevando a Rose a su primer planeta alienígena, Justicia. Rose menciona la visita a Justicia en el episodio de la primera temporada, Boom Town, emitido el 4 de junio de 2005, en un ejemplo de la serie de televisión refiriéndose a las novelas. La segunda tanda de novelas del Noveno Doctor, The Deviant Strain, Only Human y The Stealers of Dreams; se publicaron el 8 de septiembre de 2005 y muestran al Doctor, Rose y su acompañante posterior, el capitán Jack. Todas las novelas del Noveno Doctor excepto Only Human, muestran hechos que hacen referencia al arco argumental de Lobo Malo de la primera temporada, y aunque concuerda con la serie de televisión, el Doctor no los encuentra significativos.
El personaje apareció en el cómic de Doctor Who Magazine entre 2005 y 2006, así como en varios relatos cortos en el Doctor Who Annual 2006. En el relato corto de Steven Moffat del Noveno Doctor, 'What I Did on My Christmas Holidays' by Sally Sparrow, el Doctor y la TARDIS se separan accidentalmente veinte años en el tiempo por un fallo en la máquina del tiempo, y el Doctor logra dar instrucciones a Sally de cómo enviarle la TARDIS hasta él en el pasado. Este relato corto fue la inspiración en que se basó el episodio de la tercera temporada Blink.

## Desarrollo

### Casting
El Doctor ha sido interpretado por catorce personas hasta la fecha desde que la serie comenzó en 1963; el concepto de la regeneración, un proceso en el que el protagonista toma un nuevo cuerpo e identidad, se había introducido en 1966 para permitir al equipo de producción el cambio de actores protagonistas. Entre 1963 y 1989, siete actores distintos habían interpretado el papel. Un Octavo Doctor, interpretado por Paul McGann apareció en una película para televisión coproducida en 1996 por la BBC y la Fox, que no llegó a convertirse en una serie completa. Durante seis semanas en 2003, la BBC publicó un serial animado titulado Scream of the Shalka en su página web oficial. Esto se desarrolló originalmente como una continuación oficial de la serie, y presentaba a Richard E Grant en el papel del Doctor. Al promocionar el serial en línea, la BBC se refería a Grant como el Noveno Doctor oficial. Sin embargo, tras el anuncio en septiembre de 2003 de que la serie volvería a televisión con un nuevo actor protagonista, el estatus canónico del así llamado Doctor Shalka, quedó en la duda.
La elección de Christopher Eccleston como el Noveno Doctor se anunció el 22 de marzo de 2004. Era la primera elección del equipo de productor para el personaje. Otros actores pensados para el papel incluyen a Bill Nighy, Richard E Grant, Anthony Head, Eddie Izzard, Hugh Grant y Alan Davies. Jane Tranter, controladora de la comisión de drama de la BBC, dijo que el anuncio del casting que la elección de la reputación de Eccleston señalaba "nuestra intención de llevar a Doctor Who al siglo XXI, y a l mismo tiempo retener sus valores tradicionales, de ser sorprendente, inquieto y excéntrico". El productor ejecutivo Russell T Davies remarcó que el casting de Eccleston "pone el listón más alto para todos nosotros". Eccleston citó la calidad de los guiones como su razón para unirse al reparto, diciendo en una entrevista en BBC Breakfast que estaba "emocionado" por trabajar con Davies. En la rueda de prensa de la serie dijo que había escrito un correo electrónico al escritor para declarar su interés en el papel. A Eccleston le encantó la oportunidad de trabajar en una serie dirigida a un grupo demográfico diferente al de su trabajo anterior, notando que "está dirigida a las familias, así que es como si actuara para niños, y me siento muy afortunado por poder hacer eso". Sintió que la elección de Davies por él para la serie era un "riesgo", porque como actor no era conocido por su "carisma o comicidad" y anticipaba un posible reacción negativa por el hecho de ser presentado como "un actor de renombre" y la diferencia entre su propia interpretación del personaje y la de anteriores Doctores.
El 30 de marzo de 2005, la BBC confirmó que Eccleston no iba a quedarse en el papel para una segunda temporada, diciendo que él tenía miedo de ser encasillado. El 4 de abril admitieron que esta frase se había publicado sin consultar al actor, y se vieron obligados a pedir disculpas. Hablando para el Yorkshire Evening Post en 2010, Eccleston desmintió que se fuera por el miedo de ser encasillado. Dijo que "no disfrutó del entorno y la cultura en la que nosotros, el reparto y el equipo, teníamos que trabajar" y que no quiso hacer nada más basándose en la experiencia. Dijo, "No estaba cómodo. Pense 'Si me quedo en este trabajo, voy a tener que taparme los ojos a ciertas cosas que pensaba que están mal'. Y pienso que es más importante ser tú mismo que tener éxito, así que me fui. Pero lo importante es que lo hice, no me que me fui. Realmente pienso eso, porque de alguna forma rompió el molde y ayudó a reinventarlo. Estoy muy orgulloso de eso". Según el Sunday Mirror, una entrevista para la página web de Doctor Who de la BBC que se retiró después del anuncio de su partida, revelaba que Eccleston había planeado quedarse dos o tres años más.

### Caracterización
Eccleston dijo en abril de 2004 que no creía que su Doctor fuera a ser "tan excéntrico y petimetre como lo había sido en algunas de sus encarnaciones". Russell T Davies caracterizó al personaje como una versión "rebajada" de Doctores anteriores. Sobre el carácter menos excéntrico del Noveno Doctor, Davies dijo: "Viaja por el espacio y el tiempo, tiene dos corazones, es un Señor del Tiempo - eso ya es suficientemente excéntrico para llevarlo bien". En contraste con anteriores Doctores, el Noveno Doctor habla con un marcado acento norteño. Remarcando este aspecto de su personaje, Eccleston dijo que el personaje "es un científico y un intelectual, y mucha gente parece pensar que sólo puede ser esas cosas si hablas con pronunciación recibida lo que, por supuesto, es una tontería". En lo que se refiere al vestuario del Doctor, consistente en una chaqueta de cuero negro y unos vaqueros, el actor dice, "No quería que el vestuario fuera mi interpretación" y que "quería dejar cualquier extragancia y color lejos de mi actuación". Eccleston pensó que como el Doctor debía mostrar un "lado ligeramente oscuro", pero también traer un lado más ligero. La productora ejecutiva Julie Gardner observó que el Noveno Doctor le dio a Eccleston la oportunidad de ser "muy intenso pero también frívolo al mismo tiempo".
Eccleston pensaba que un personaje como su Doctor vive exclusivamente el presente. Evita pensar en su pasado porque "hay algo doloroso ahí" - y su único pensamiento en cuanto el futuro es que "está ahí". Eccleston sintió que el personaje finalmente da un mensaje de afirmación vital diciendo que "En todo lo que el Doctor hace, está diciendo 'es genial estar vivo'". En una entrevista con Newsround, dijo que el Doctor acepta a las personas sin importar su color o sus creencias, y expresó la esperanza de que el Doctor animara a los niños a apreciar la vida. Sin embargo, también señaló las diferencias entre el Doctor y los héroes infantiles tradicionales. El actor describió al personaje como "brutal a ratos" y "confrontativo" e "inflexible", diciendo que "a veces provoca carnicerías" y que "no hay nadie como él en Disney". Matthew Sweet de The Evening Standard remarcó la dicotomía del personaje de ser "valiente, sabio y brillante" y al mismo tiempo "tosco y dispuesto", y "con los pies en el suelo".
Había un arco argumental sobre la caracterización del Doctor en la temporada de 2005 que hablaba de sus sentimientos acerca de la destrucción de su propia raza, los Señores del Tiempo, algo que ocurrió fuera de pantalla antes del episodio uno. Eccleston pensó que el episodio Dalek le mostraba a la audiencia por qué su Doctor es de la forma que es y "cómo se siente sobre su pasado". Russell T Davies remarcó que el Noveno Doctor tiene mucha culpabilidad de supervivencia; eso explica por qué "se mueve por el universo llevando una chaqueta negra como diciendo 'No me toques'". Davies pensó que Dalek proporcionó "un poco de terapia" y después de esto comienza a "reconstruirse a sí mismo". En el episodio The Parting of the Ways, el Doctor sacrifica su novena vida para salvar la de Rose. Davies pensaba que era importante alejar al Doctor de conceptos mitológicos fuera de pantalla como la Guerra del Tiempo y proporcionar una conclusión que se enfocara en la relación entre el personaje y Rose. John Barrowman, que interpretó al capitán Jack, pensó que la decisión del Doctor de salvar a Rose activó una catarsis; ya que al sacrificarse a sí mismo para salvarla está "dejando marchar toda la carga de la destrucción de los Señores del Tiempo".

### Acompañantes
Se quieren. Son los mejores amigos y casi terminan las frases uno de otro, entienden la forma de ser y de pensar de cada uno pero, como en todas las buenas relaciones, tienen lecciones que enseñarse el uno al otro.
Eccleston acerca de la relación entre el Doctor y Rose.

Desde 1963, el Doctor ha viajado con varios acompañantes que generalmente servían para recordarle su "obligación moral". La elección de Billie Piper como la primera acompañante femenina del Noveno Doctor, Rose Tyler fue anunciada en mayo de 2004. Julie Gardner pensó que la joven actriz y antigua estrella del pop era perfecta como una acompañante "única" y "dinámica" para el Doctor. La prensa para la nueva serie se enfocó fuertemente en el hecho de que Rose iba a ser más independiente y valiente que acompañantes anteriores. Antes de la elección de Piper, Eccleston había bromeando diciendo "Yo seré el que vaya por ahí corriendo y gritando". Después opinó que Rose no es tan "vulnerable" como acompañantes anteriores y que "es tan valiente, animosa e inteligente como lo es él" citando el hecho de que salva la vida del Doctor. Piper remarcó que el Doctor desafía a Rose más que nadie más lo ha hecho en la vida de ella y que a cambio ve en ella "que tiene un gran potencial, para ser alguien de verdad realmente grande". Eccleston pensó que Rose es una "heroína" que "enseña (al Doctor) profundas lecciones emocionales". Pensó que la relación de los dos personajes era de "amor a primera vista" aunque de un modo más misterioso que una relación amorosa convencional. Comentarios sobre la serie notaron la tensión romántica entre los dos personajes. En su libro Who is the Doctor?, Graeme Burk y Rober Smith describieron la escena del clímax del beso entre el Noveno Doctor y Rose en The Parting of the Ways como algo que "todos queríamos en secreto, a pesar de que fue lo que al final le mató a él".
Adam Mitchell se une al Doctor y Rose en el episodio Dalek. El personaje fue concebido por Russell T Davies en la propuesta que le hizo en 2003 a la BBC: siempre fue su intención de que Adam se uniera al equipo de la TARDIS después de que Rose se encariñara con él. En contraste con Rose, Adam fue creado para mostrar que no todo el mundo está capacitado para ser un acompañante. Davies dijo que "siempre quise hacer un programa con alguien que fuera un compañero pésimo" y nombró a Adam "el compañero que no pudo". Cuando devolvió a Adam a su casa, el Doctor le informa de que "sólo me llevo a los mejores. Tengo a Rose". Fraser McAlpine, comentando las apariciones de Adam como acompañante para el blog Anglophenia de BBC America, describió a Adam como cumpliendo un papel como "el acompañante que prueba el valor de todos los demás acompañantes". Entre los episodios nueve y trece, a Rose y el Doctor se les une el estafador Jack Harkness. Las apariciones de Jack fueron concebidas con la intención de formar un arco argumental en el que Jack se transforma de un cobarde a un héroe. John Barrowman, reflejando la relación entre el Doctor, Jack y Rose, sentía que "la sutil química sexual entre los tres personajes... siempre estaba en juego" con la advertecia de que "las relaciones no estaban de ninguna manera conducidas por el deseo". La revista SFX también comentó la "dinámica de flirteo intoxicante" y comparó al trío con una mezcla de la pandilla de Scooby Doo al estilo de Buffy que pueden tirar pullas al peligro en su cara". Jack se separa del Noveno Doctor con un beso que Barrowman sintió estaba "lleno de cariño y respeto" y también era "un momento significativo en los anales de la serie", y "un momento lleno de melancolía y pérdida para los personajes".

## Análisis y recepción

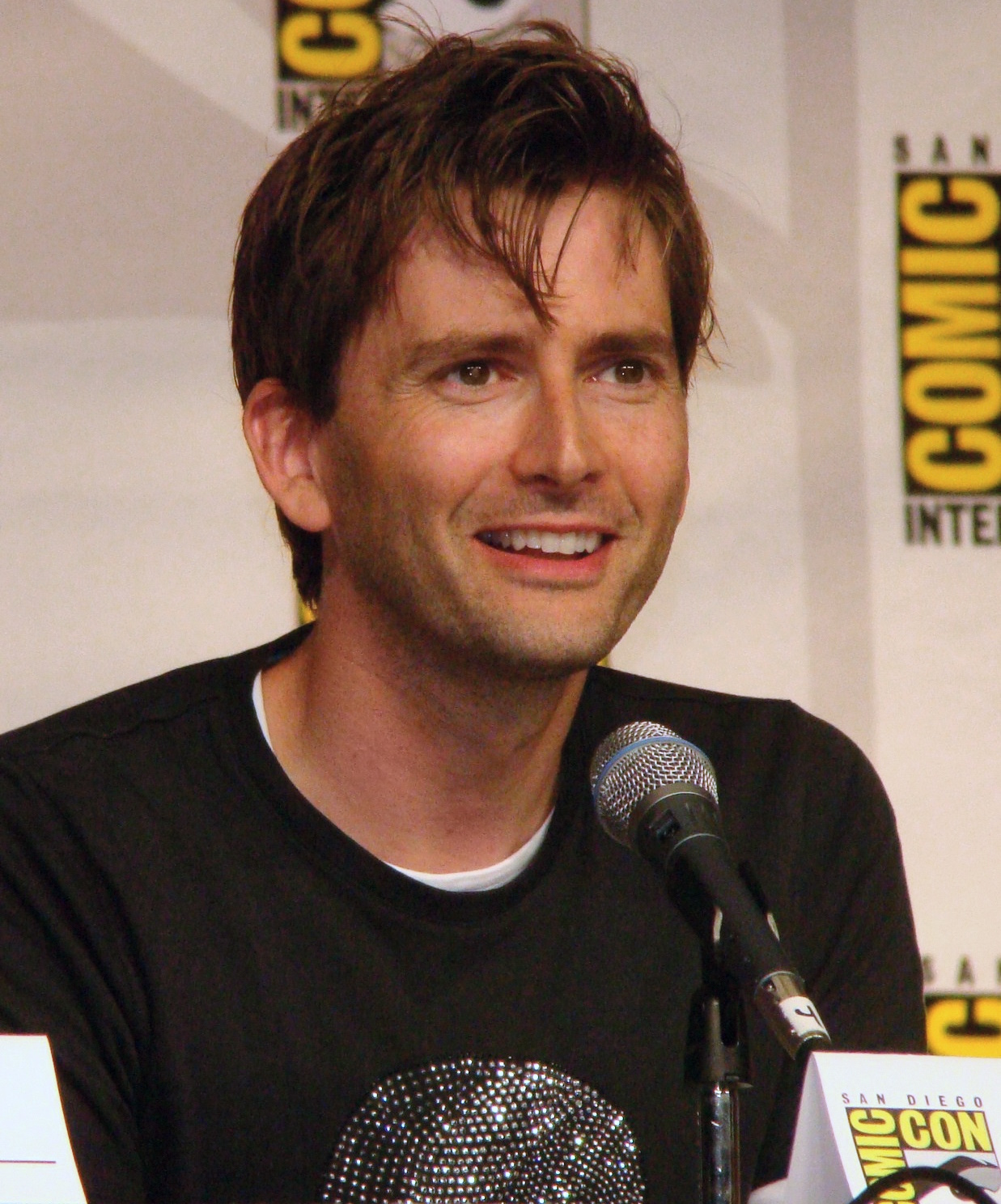
El sucesor de Eccleston, David Tennant, pensó que tenía "un sitio muy grande que llenar".

James Delingpole de The Spectator notó que después de la partida del Cuarto Doctor, Tom Baker y antes de Eccleston, los actores que interpretaban al Doctor tenían una tendencia a interpretar el papel "demasiado afectado, sabihondo, adorable o repipi". Pensó que el Noveno Doctor "brusco, sarcástico y viril nos transporta de vuelta a la era dorada de Jon Pertwee cuando la serie aún tenía ese lado de oscuridad". Marena Manzoufas, jefa de programación de la ABC, comentó tras adquirir la serie que Eccleston "ha traído una nueva energía dinámica al papel" y que el programa le gustaría tanto a los espectadores antiguos como a los nuevos fanes. Citó las altas cifras de audiencia del episodio debut de Eccleston, más de 10 millones, como prueba de que la audiencia estaba lista para dar la bienvenida a la nueva era del programa. Mirando atrás a la era de David Tennant y adelante a la de Matt Smith, Edd McCraken de The Herald comenta que la elección de Tennant había sido un riesgo después de que "la reputación y la audiencia del programa" hubieran sido "restaurados con Eccleston". Sin embargo, nota que gracias a la brevedad de la era del Noveno Doctor, Tennant tuvo tiempo para estabilizar más su personaje. Richard Henley Davis de The Economic Voice también nota que Tennant tenía "unos zapatos muy grandes que llenar tras el Doctor Who de Christopher Eccleston, que muchos creen que es la más grande encarnación del lunático Señor del Tiempo". En una entrevista de 2005, el propio Tennant dijo "tengo un sitio muy grande que llenar" tras suceder en el personaje a Eccleston, habiendo admirado su interpretación como espectador.
Como Delingpole, Andrew Blair encontró similitudes entre las eras del Noveno y el Tercer Doctor, resumiendo la temporada de Eccleston como "una versión moderna de la séptima temporada (de la serie original)". En su retrospectiva del personaje, afirma que la elección de Eccleston probaba que el revival de la serie "no era un asunto de entretenimiento ligero". Comenta que entre los fanes en línea había un sentimiento de "un barco que era conducido en una dirección diferente" y alabaron el recurso de la Guerra del Tiempo por permitir al personaje volver a hacerse misterioso poniendo su historia de fondo "en blanco". Compara al Noveno Doctor con el Primer Doctor (William Hartnell) en que ambos personajes son "un desconocido que se mantiene raro y agresivo hasta que sus nuevos amigos humanos le dulcifican". Blair también siente que la relación del Noveno Doctor con sus archienemigos, los Daleks tuvo más éxito que en otras encarnaciones, alabando particularmente la "terrorífica reacción furiosa y salivosa" hacia los monstruos en Dalek. Blair acaba su retrospectiva notando que sin las bases dejadas por Eccleston, el programa "no habría podido seguir adelante hacía la todavía más popular era de David Tennant". Steven Moffat, que escribió The Empty Child y The Doctor Dances para el Doctor de Eccleston, y se convertiría en el productor ejecutivo de Doctor Who en 2010, observó que en 2005 había una distintiva falta de drama de ciencia ficción y fantasía en el Reino Unido. Pensó que la serie tenía que establecerse como "un poco Hollyoaks" y "un poco detective duro" para probarse a sí misma como "una serie dramática propia y sensible". Moffat señala que la temporada de 2005 "cambió el paisaje en lo que una vez intentó llenar" y que ahora Doctor Who "tiene que ser el más fantástico de los espectáculos de fantasía".
Antes del estreno de la serie en la cadena australiana ABC, Robin Oliver de Sydney Morning Herald, predijo que los espectadores antiguos "encontrarían a Eccleston fácilmente el mejor Señor del Tiempo desde Tom Baker". Sin embargo, Harry Venning de The Stage, aunque entusiasta por el regreso del programa, nombró a Eccleston como "la mayor decepción del programa" tras el estreno del primer episodio, diciendo que se le veía incómodo en un papel de fantasía. Stephen Kelly de The Guardian pensó que el Noveno Doctor de Eccleston tenía muchos fallos, dos de ellos eran "parecer un extra de EastEnders y pronunciar 'fantástico' a la menor oportunidad". Sin embargo, pensó que él "trajo calidez, ingenio y promesa" y una "presencia formidable". Kelly creía que Eccleston era creíble como un hombre que había destruido dos civilizaciones y estaba lidiando con las consecuencias, y pudo haber dado más al programa si Eccleston se hubiera quedado para una segunda temporada. El actor del Séptimo Doctor, Sylvester McCoy alabó a Eccleston como "bastante alienígena" como el Doctor y que "no estabamos seguros de si estaba al borde de la locura o no, lo que era bastante bueno". Peter Davison, que interpretó al Quinto Doctor, criticó la decisión de Eccleston de marcharse tras una sola temporada diciendo "(Así) no creo que puedas engancharte al nuevo Doctor de la forma que podrías hacerlo".
En 2005, Christopher Eccleston ganó el premio al actor más popular en los National Television Awards y el premio TV Choice al mejor actor. También fue votado mejor actor por los lectores de la revista SFX. Eccleston fue nombrado mejor actor con el 59,42% de los votos en la encuesta de la web de la BBC "Best of Drama" de 2005. En una encuesta de Doctor Who Magazine en 2006, Eccleston fue votado el tercer mejor Doctor tras los de Tom Baker y David Tennant. En abril de 2011 IGN también listó el Doctor de Eccleston como el tercer mejor Doctor, opinando que él "nos dio un Doctor duro y sacando las uñas, dañado por la guerra y la culpa, peor aún poseyendo la misma chispa de diversión y aventura de sus anteriores versiones". La web de entretenimiento dijo que al introducir a una nueva generación a la serie, él "se convirtió en un icono del nuevo milenio". Gavin Fuller de The Daily Telegraph le nombró el noveno mejor Doctor, diciendo que Eccleston era "un actor serio" y que "sus intentos en un estilo más ligero parecen un poco forzados", aunque esto era "compensado por su confrontación con los Daleks". Fuller también estaba decepcionado de que "su tiempo se hubiera acabado tan rápidamente". Una encuesta de 2012 en la revista de noticias estadounidense Entertainment Weekly puso a Eccleston como el cuarto Doctor más popular tras David Tennant, Matt Smith (el Undécimo Doctor) y Tom Baker.